# Gasteranthus imbaburensis
Gasteranthus imbaburensis är en tvåhjärtbladig växtart som beskrevs av M. Freiberg. Gasteranthus imbaburensis ingår i släktet Gasteranthus och familjen Gesneriaceae. Inga underarter finns listade i Catalogue of Life.